# Kvartal

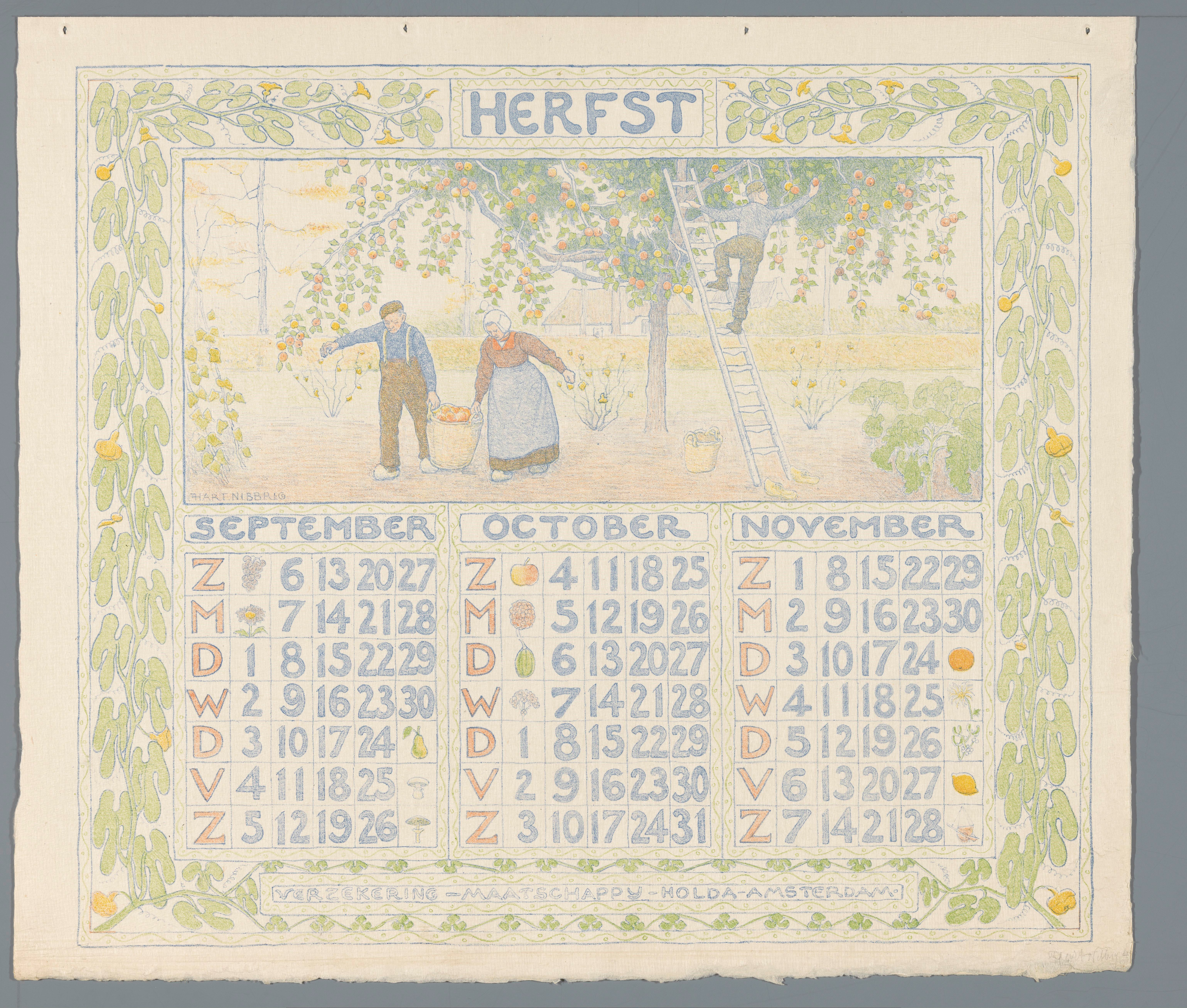
Kalenderblad från 1904

Ett kvartal är ett fjärdedels år, alltså tre månader.
Vanligen räknas årets fyra kvartal med början den 1 januari, 1 april, 1 juli respektive 1 oktober.
I bolag med brutet räkenskapsår räknas det första kvartalet med början vid räkenskapsårets början och så vidare. Första kvartalet behöver då alltså inte börja med januari.